# Chamaechaenactis scaposa
Chamaechaenactis scaposa là một loài thực vật có hoa trong họ Cúc. Loài này được (Eastw.) Rydb. mô tả khoa học đầu tiên năm 1906.